# Église Notre-Dame de Chaville
L'ancienne église Notre-Dame est une église autrefois située dans la ville de Chaville, en Île-de-France, dans le département des Hauts-de-Seine, et détruite au XXe siècle.

## Historique

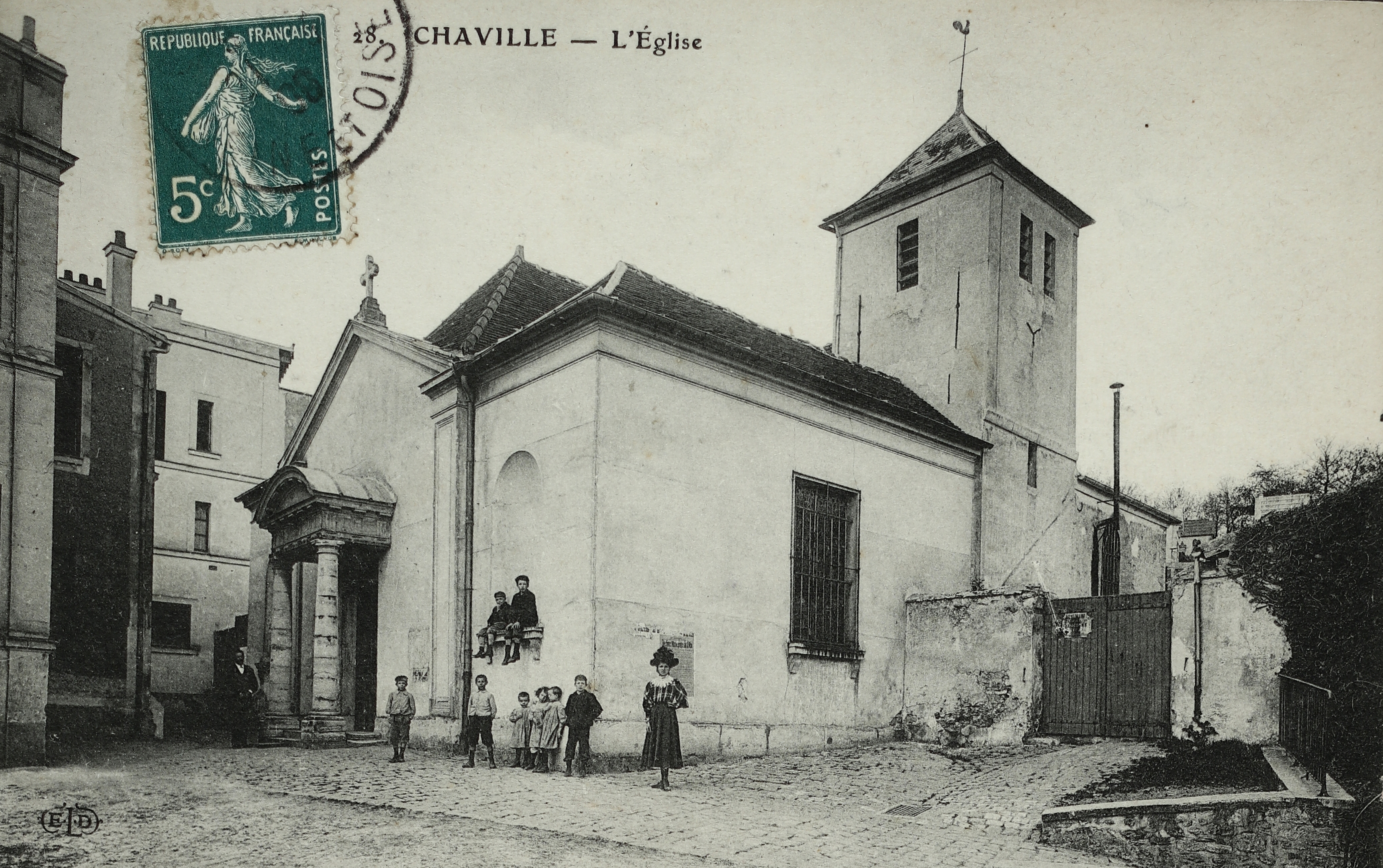
Chaville - L'église.

Une première église fut construite à cet endroit à la fin du XIIe siècle, par détachement d'un territoire d'Ursine. Autour d'elle se constitua progressivement le centre historique de la ville.
Une nouvelle église, dédiée à Notre-Dame, est bâtie en 1626 au même emplacement,.
En 1965, un plan de rénovation urbaine est proposé à la ville, entraînant la destruction de l'église, avec l'accord de l'évêché. Elle sera mise à bas en 1966. En 1972, cette décision sera toutefois regrettée par Marcel Houlier, élu maire l'année précédente.
Rien n'a été conservé de son patrimoine mobilier, dont certains tableaux du XVIIe siècle dont gardait trace l'inventaire de 1906.
Une borne historique indique aujourd'hui son emplacement, au no 39 de la rue Anatole-France.

## Description

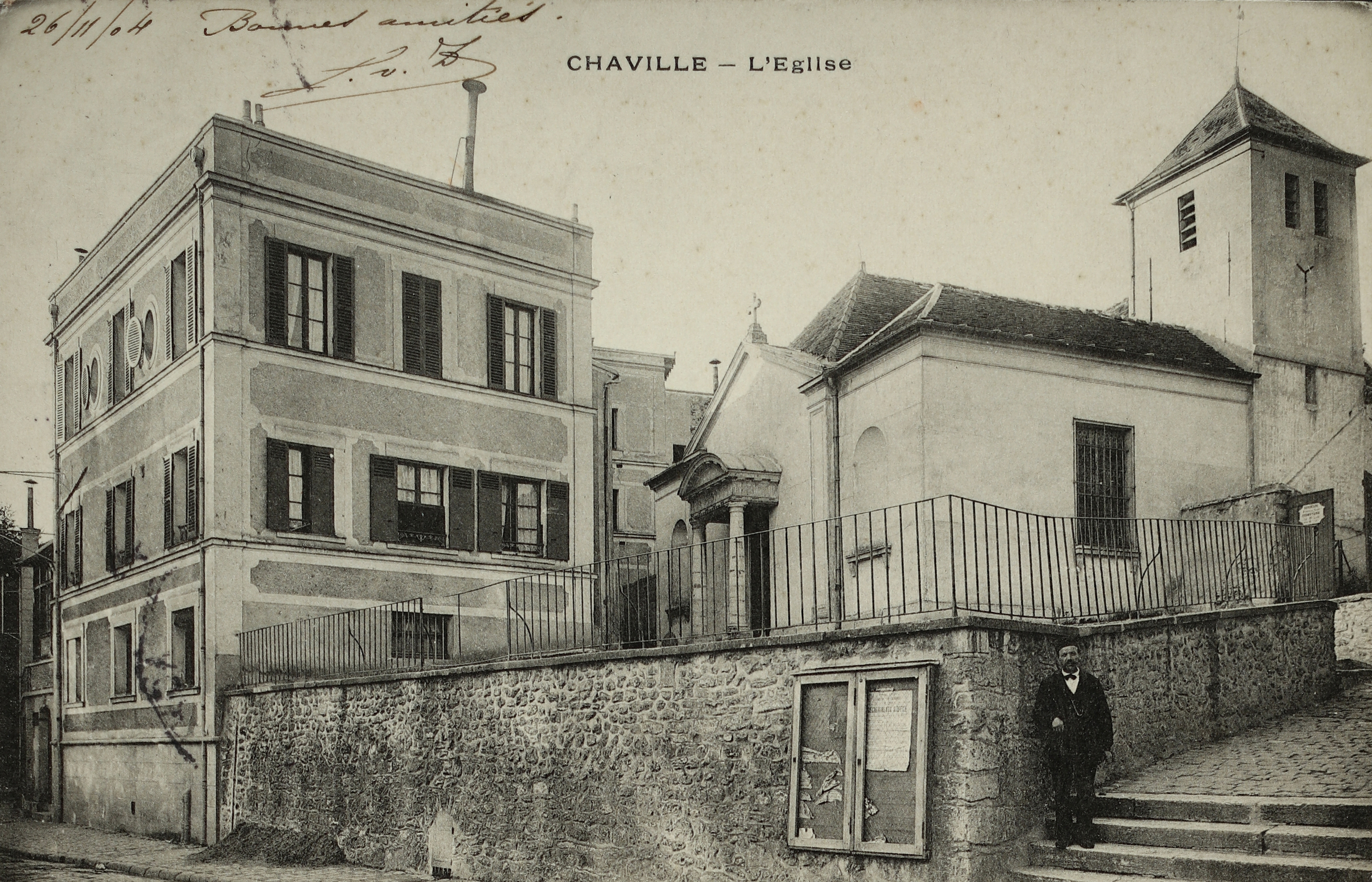
L'ancienne église Notre-Dame.

On ne dispose d'informations que sur le second édifice, et celles-ci proviennent du tome VIII de la monumentale Histoire de la ville et de tout le diocèse de Paris, publiée en 1757 par l'abbé Lebeuf. Orientée comme l'ancien, c'était un simple bâtiment en forme de chapelle. Le frontispice portait les armes de la famille Le Tellier, et l'indication qu'en 1654, Michel Le Tellier en fit agrandir le chœur. On y construisit successivement deux chapelles de part et d'autre du bâti principal.